# Giovanni Sabadino degli Arienti
Giovanni Sabadino degli Arienti est un humaniste italien né vers 1445 à Bologne et mort en 1510 dans cette même ville.

## Biographie
Notaire de profession, Giovanni Sabadino degli Arienti est successivement au service d'Andrea Bentivoglio, puis du duc de Ferrare Ercole d'Este à partir de 1491. Son œuvre la plus célèbre est Le porretane (1483), un recueil de 61 nouvelles sur le modèle du Décaméron de Boccace. Il est également l'auteur d'un recueil de vies de femmes, Gynevera de le clare donne (1492), inspiré du De claris mulieribus et dédié à Ginevra Sforza.

## Œuvres
- Le porretane (1483)
- Gynevera de le clare donne (1492)
- De triumphis religionis (vers 1499)